# North-West
North-West is een district van het Zuid-Afrikaanse land Botswana. Het werd in 2001 gevormd bij de samenvoeging van de districten Chobe en Ngamiland. North-West ligt in het noorden van het land en grenst daar aan de buurlanden Namibië in het westen en het noorden, een kleine stukje aan Zambia in het noorden en aan Zimbabwe in het oosten. Intern grenst het district aan Ghanzi in het zuiden en aan Central in het zuidoosten. De hoofdplaats van North-West is Maun. Deze stad telt bijna 44.0002001 inwoners en is de op twee na grootste stad van Botswana.

## Subdistricten
- Chobe
- Delta
- Ngamiland East
- Ngamiland West

Central · Ghanzi · Kgalagadi · Kgatleng · Kweneng · North-East · North-West · South-East · Southern